# Eupogonius cryptus
Eupogonius cryptus là một loài bọ cánh cứng trong họ Cerambycidae.